# Bijugis sikkimensis
Bijugis sikkimensis är en fjärilsart som beskrevs av Franciscus J.M. Heylaerts 1890. Bijugis sikkimensis ingår i släktet Bijugis och familjen säckspinnare. Inga underarter finns listade i Catalogue of Life.